# 卡利尼夫卡 (韋謝利諾韋區)
47°21′46″N 31°17′30″E / 47.36278°N 31.29167°E
卡利尼夫卡（烏克蘭語：Калинівка），是烏克蘭南部的村莊，隸屬尼古拉耶夫州的沃茲涅先斯克區。該村面積0.15平方公里，海拔高度15米，2001年人口48，人口密度每平方公里320人。